# Mine de Sungun
La mine de Sungun est une mine à ciel ouvert de cuivre située en Iran.
La mine de cuivre de Sungun Varzeqan et l'usine de production de cuivre de Sungun Varzeqan sont situées à l'emplacement du village détruit de Sungun (en raison des ressources minérales) situé dans la province de l'est de l'Azerbaïdjan en Iran, et la distance de ce gisement de Tabriz, le centre de la province, est de 130 km, et il est à 30 km de Varzaqan et est situé dans le village détruit de Sungun Varzeqan. Cette mine est située dans une zone montagneuse à une altitude moyenne de 2 000 mètres et est située dans le Nord-Ouest de l'Iran sur la ceinture mondiale du cuivre.